# Румынофобия
Румынофо́бия (рум. românofobia), также антирумынизм (рум. antiromânismul) — неприязнь к языку и культуре румын, а также других народов Румынии, среди других, преимущественно соседних народов Европы. В XIX—XX веках политическая румынофобия была частым явлением в странах, воюющих с Румынией (Болгария, СССР, Венгрия, позднее Германия). В последнее время бытовая румынофобия стала довольно распространённым явлением в Приднестровской Молдавской Республике и частично в странах, куда прибыло значительное количество иммигрантов и трудовых мигрантов из Румынии (Италия, Испания, Франция, Португалия и др.).

## История
Валахи — предки современных румын — являются одним из автохтонных народов Балкан. Отношения валахов с соседями-славянами, равно как и с греками Византийской империи, долгое время были довольно мирными, учитывая разные сферы хозяйственной деятельности этих народов, объединённых одной религией. Первые проявления институциональной румынофобии начались гораздо позже — после вторжения венгров на Средний Дунай и в Трансильванию. Венгры, как и валахи, долгое время занимались отгонным скотоводством, а потому они начали остро конкурировать за землю. Пользуясь более мощной военной организацией, заимствованной у тюрок, а также вступив в так называемый союз трёх наций с секеями и трансильванскими саксами, венгры на долгие столетия заняли главенствующее положение в феодальной иерархии северных Балкан, несмотря на свою относительную малочисленность. Пользуясь негласной поддержкой высокоурбанизированного немецкого меньшинства, венгерские власти запрещали православным румынам селиться в пределах городских стен Сибиу, Клужа и других городов. Расовые предпочтения той эпохи также складывались не в пользу румын и имевших давние социокультурные связи с цыганами (см. Рабство в Румынии). По отношению к румынам начала осуществляться планомерная мадьяризация.

## Современность
Рост румынофобии в Болгарии был связан с пограничными спорами конца XIX — начала XX веков (см. Южная Добруджа). В XX веке росту румынофобии среди соседних народов способствовали аннексия Румынией Трансильвании с её многочисленным (но не преобладающим) венгерским и немецким населением, а также аннексия Бессарабии и Северной Буковины в период между 1918—1940, а также 1941—1944 гг.